# MoBills
MoBills(モビルス)はNTTドコモの契約者約5,000万人の料金や請求情報、通信履歴をすべて管理する料金明細システム。

## 概要
契約者約5,000万人の料金プラン、オプション、通話料、パケット料金等を計算し請求書を作成するまでを担当するシステム。毎月月初めには前月の利用料金を計算しドコモ料金案内等で連動表示させる。かつてはこの計算をする日を調定日と言った。当然ALADINからも閲覧が可能であるが、料金未納者の携帯を停める利用停止（利停、または通停と呼ばれる）の手続きはALADINではできない。
このシステムの運用、機能改善、ヘルプデスクによるユーザサポートといった業務をドコモ・システムズが担っている。